# جوجوک (آک‌یورت)
جوجوک (به لاتین: Cücük) یک منطقهٔ مسکونی در ترکیه است که در اکیورت واقع شده‌است.